# Prune de Löhr
Prune de Löhr o también Löhrpflaume es una variedad cultivar de ciruelo (Prunus domestica subsp. insititia), de las denominadas ciruelas europeas.
Una variedad de ciruela antigua una de las variedades de ciruelas damascenas en Suiza.
Fruta pequeña, redondeada, rosada, hueso libre, con color de piel amarillo a naranja con coloración secundaria roja, punteado abundante, menudo, blanquecino, y pulpa de color amarillo verdoso, firme, crujiente, jugosa, con sabor muy dulce, aromática, muy refrescante y agradable.

## Sinonimia
- "Prunier de la Loehr",
- "Löhrpflaume",
- "Von der Löhr",
- "Zuckerpflaume von der Löhr".

## Historia
'Prune de Löhr', variedad de ciruela Prunus domestica probablemente nacido como plántula de hueso en la segunda mitad del siglo  XIX en la región de "Oberruntige" (BE) (Cantón de Berna).
La asociación pomológica suiza "FRUCTUS" junto con Agroscope como parte de un componente programático del Plan de Acción Nacional para la conservación y el uso sostenible de los recursos fitogenéticos para la alimentación y la agricultura PAN-RPGAA ha elegido la variedad de ciruela Löhr como la fruta del año 2023 en Suiza.

## Características
'Prune de Löhr' árbol de crecimiento medio crecimiento esparcido. Los árboles son bastante robustos y medianamente resistentes a las heladas, crece en alturas donde otros ciruelos no se desarrollan, son auto polinizables. Tiene un tiempo de floración que comienza a partir del 16 de abril con el 10% de floración, para el 20 de abril tiene una floración completa (80%), y para el 3 de mayo tiene un 90% caída de pétalos.
'Prune de Löhr' tiene una talla de fruto pequeño con peso promedio de 8.90gr, y longitud de tallo promedio de 8.48mm; forma del fruto elíptico redondeado, algo aplastado en ambos polos, ligeramente asimétrico, con la sutura poco visible, con línea de color indefinido, grisáceo o verdoso, transparente, situada en una depresión muy suave, más acentuada en el polo pistilar; epidermis cuya piel es lisa, brillante, poco pruinosa, con la pruina blanquecina muy fina, no se aprecia pubescencia, color de la piel amarillo a naranja con coloración secundaria roja, punteado abundante, menudo, blanquecino, prácticamente sin aureola.
Carne de color amarillo verdoso, firme, crujiente, jugosa, con sabor muy dulce, aromática, muy refrescante y agradable.

## Usos
Además de su uso en mesa, en elaboraciones culinarias, conservas, está considerada una de las mejores ciruelas de destilería para producir licor.